# S3 Graphics

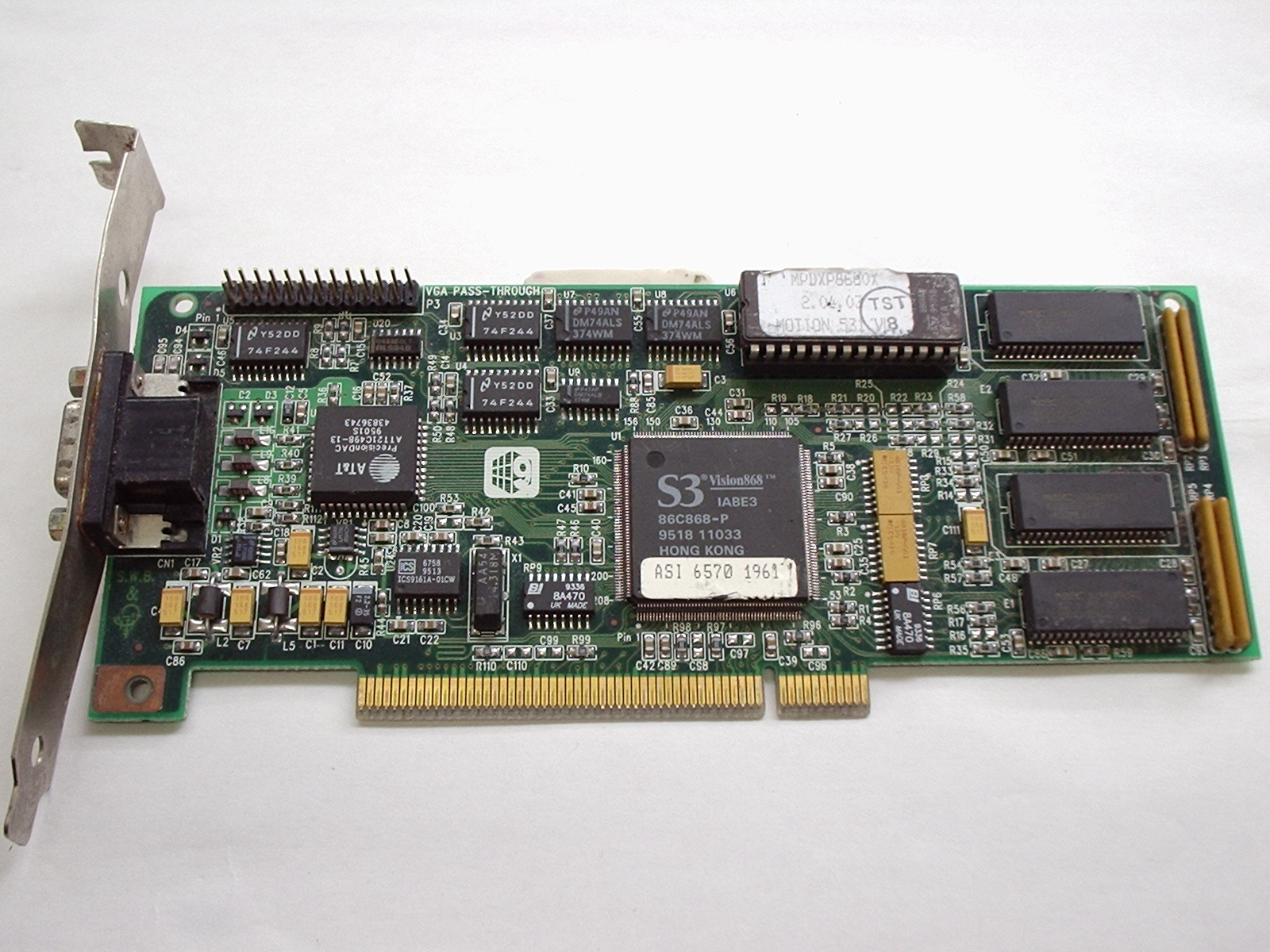
Vision868

S3 Graphics, Ltd.は、アメリカ合衆国のグラフィックスチップ設計製造企業。
前身のS3 Incorporatedはチップス・アンド・テクノロジーズの創業者でもあったダド・バナタオとRonald Yaraらによってカリフォルニア州サンタクララで1989年1月に設立され、1990年代前半にはグラフィックスチップセットの有力なベンダーであった。本記事では両社について記述する。

## 歴史

### 参入からViRGEまで

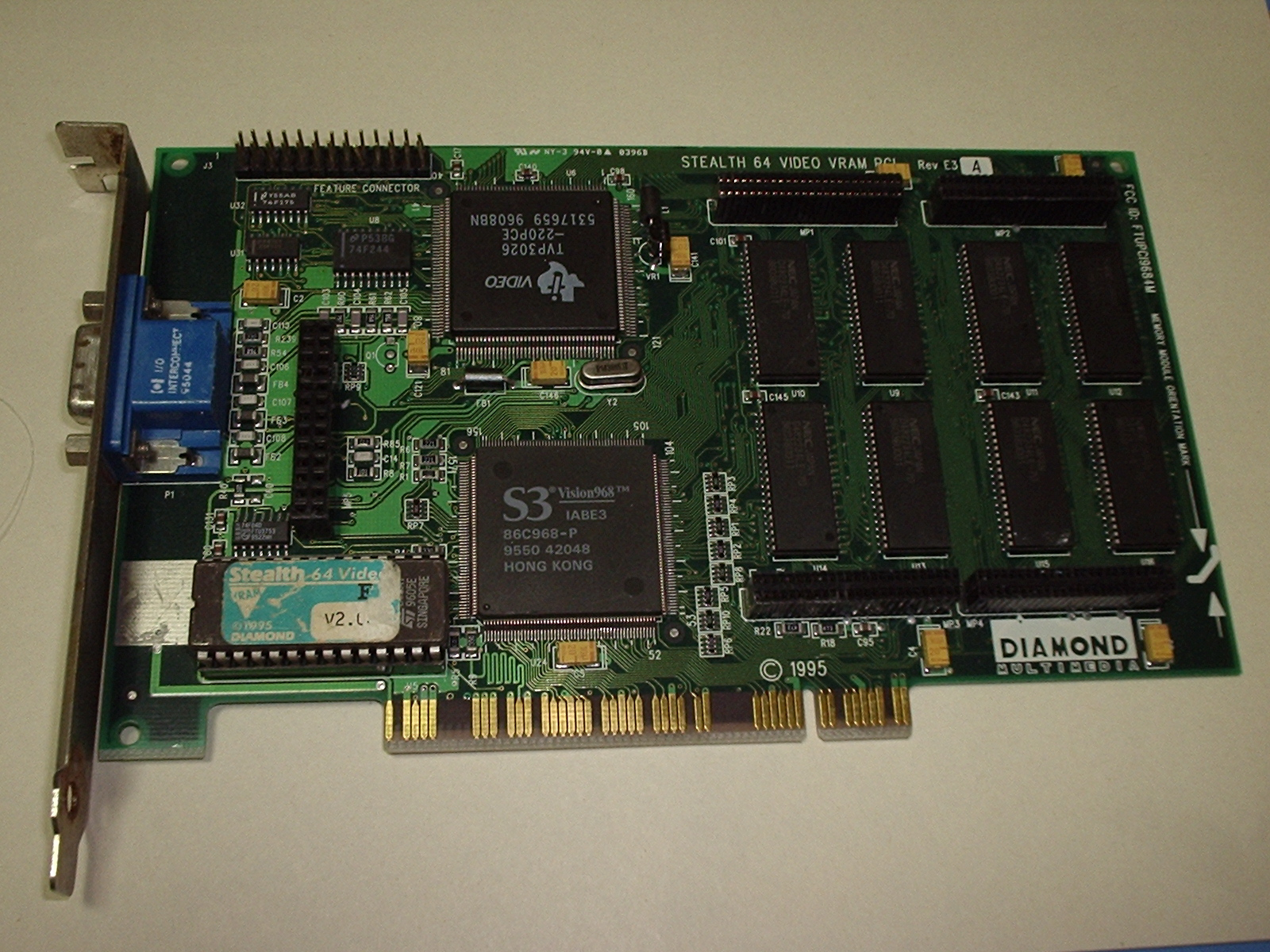
Vision968

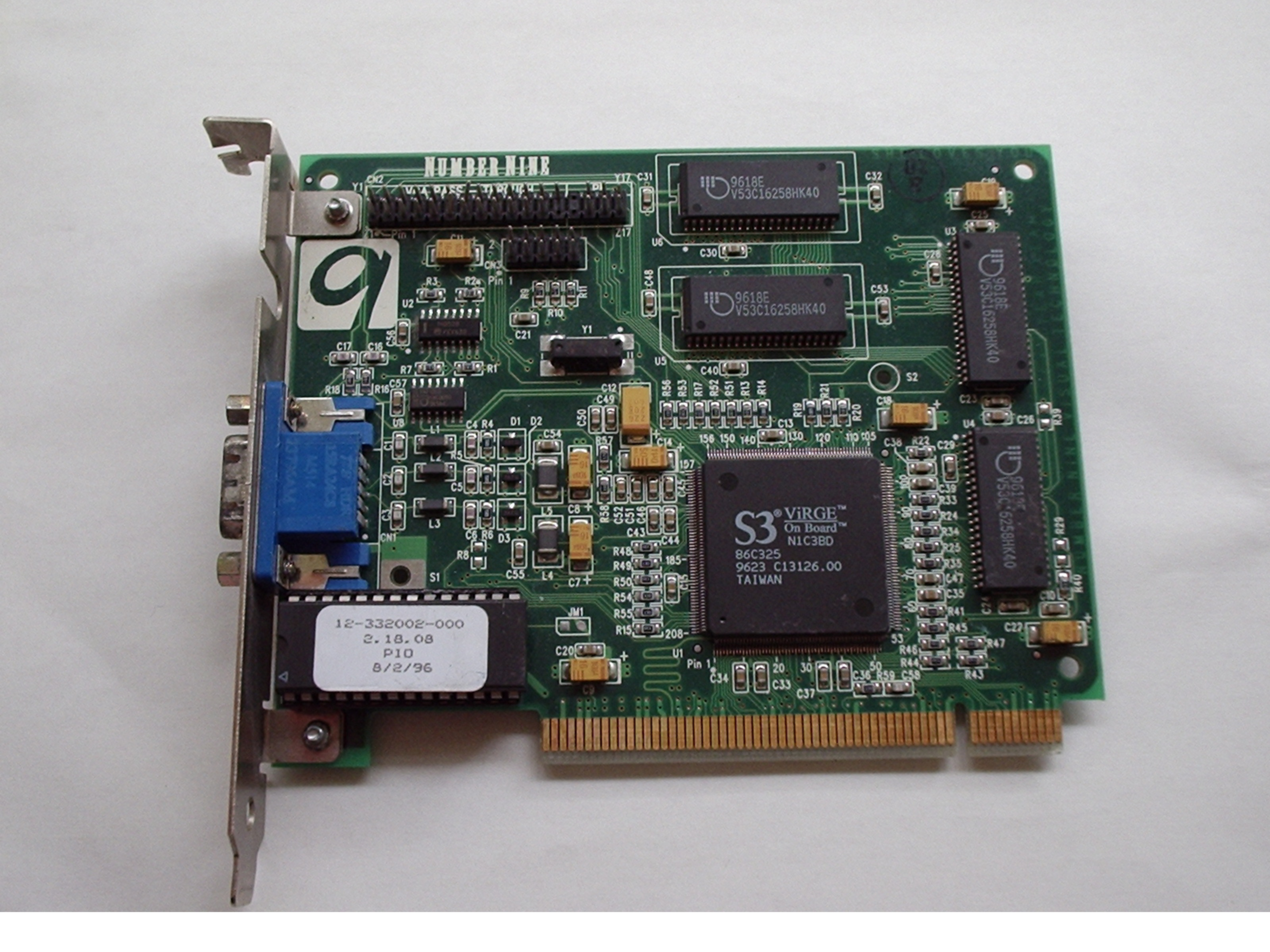
ViRGE

2Dがパソコンの主流の1990年、S3は86C911という製品を発表した。この製品は、それまでの画面に表示するデータの保存場所でしかなかったフレームバッファと一線を画した画期的な製品である。グラフィックアクセラレータと名づけられたそれは、それまでフレームバッファへの描画を行っていたCPUの処理の多くを肩代わりし、CPUを本来の情報処理により多く使うことでパソコンの性能を向上させるというとても野心的な製品である。その成功により、他社からも類似的な製品が多数発売されることとなった。
911（S3のチップの型番は原則的に頭に86Cと付くことから、下3桁で呼ばれることが多い）はポルシェ 911に由来し、以後、924、928などポルシェ由来の型番の製品が多い。
最初の製品である911で既にトップメーカーとなり、ハイエンドを好む日本市場では特に人気となった。
その後、バリエーションが増え、900番台はデュアルポートDRAMを用いる高額高性能製品向け、800番台はシングルポートDRAMを用いるメインストリーム向け、700番台はシングルポートDRAM利用とともにRAMDACを内蔵した普及価格製品となる。24bitカラーを可能とした924、その800番台である805、シングルポートDRAMを用いていた805のメモリアクセスをインターリーブで高速化した805i、32ビットカラーを可能とした928と、ほぼ全ての市場でトップシェアを取るまでになった。1994年にはメモリアクセスを64ビット化した製品が発売され、この製品からVision 964・Vision 864・Vision 764とペットネームが用いられるようになる。764には別にTrio64という名称も付けられている。それに続いたのが動画再生支援を追加したVision 968・868である。
この当時のS3社は、まさに業界をリードする会社であった。
市場で2D描画が十分な性能と考えられ始めた1996年、マイクロソフトからDirectX 2.0が発表された。これには3D APIのDirect3Dが搭載されており、市場は3D性能を重要視し始めた。S3社は独自の命令セットS3dとそれを用いた新製品ViRGEシリーズを発表した。しかしS3社は性能向上に伴う価格上昇を避け製品の低価格化（当然ながら性能もそれなりに低くなる）が主流となると見てS3 ViRGE（86C325）とデュアルポートDRAM版のViRGE/VXを開発し発売した。
その後、325 (ViRGE) を基に低価格市場向けで開発を計画していたが、その予測は完全に外れ、市場の性能競争はさらに激化していった。

### 撤退まで

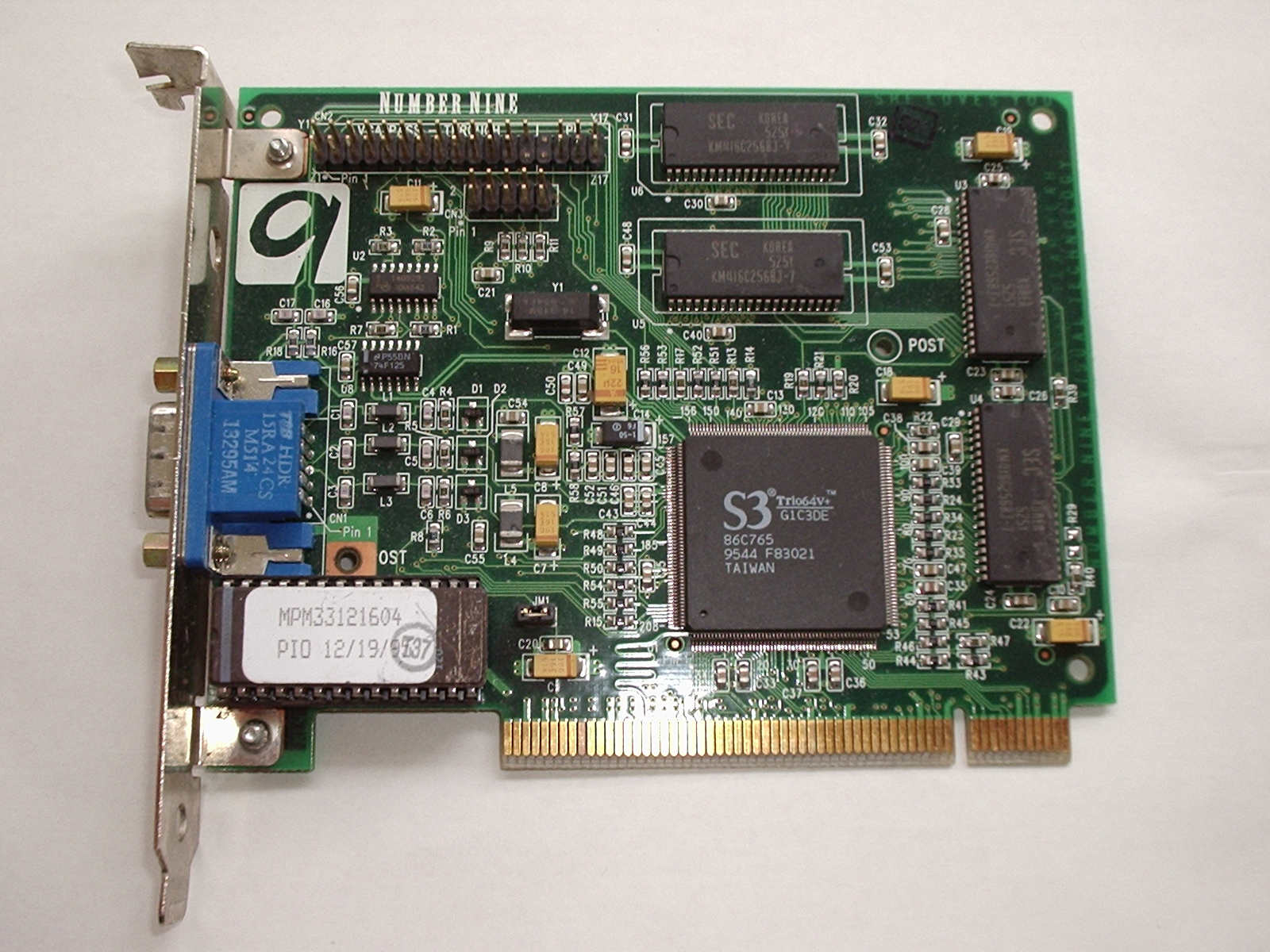
Trio64V+

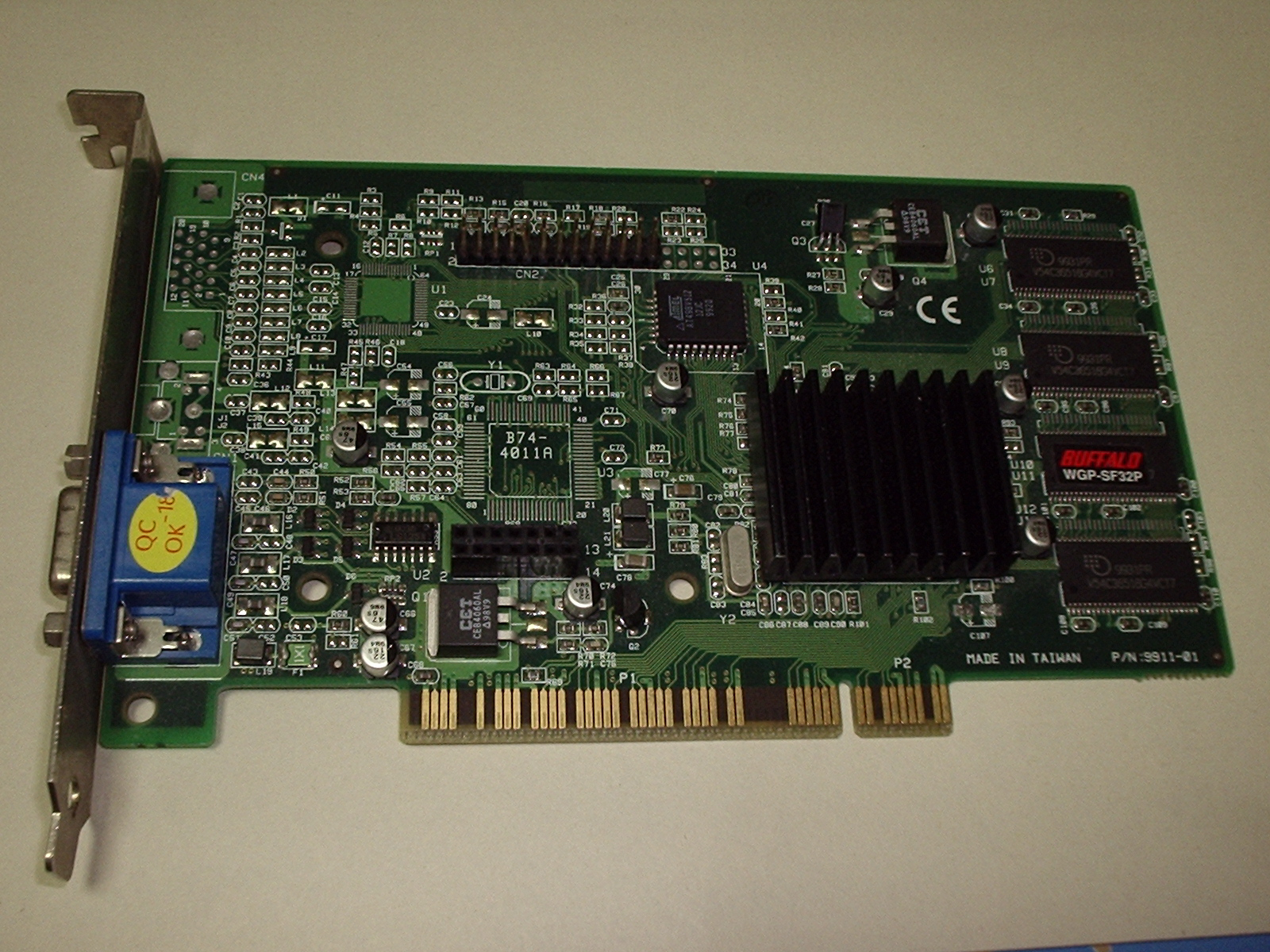
Savage4Pro+

S3はViRGE/DX、その後継の同/GX、同/GX2(ViRGE/GX2でViRGEの3倍速)とViRGEシリーズの3D機能強化を行っていったが、市場での印象は好ましいものではなかった。そこで開発中の同/GX3・同/GX4をSavage3D・Savage4に改名しSavageブランドを発表しイメージを一新を図る。しかし財務状況悪化により高性能製品の開発も滞るようになる。それ以後、大きな差のない製品(ほぼ同時期にViRGEシリーズで15種類、Savageシリーズで30種類、その他Trio3D等)を乱発し、製品ラインナップすら満足に確立できなくなっていった。
そしてS3が停滞していた1996年に専用APIのGlideを採用したVoodooシリーズを3dfxが発売、NVIDIAもDirect3Dに対応し3D描画が高速な製品を矢継ぎ早に発売し、ローエンドからハイエンドに至る市場を席巻した。NVIDIAがS3社のみならず3dfx社やその他のチップベンダーすら市場から駆逐しはじめたところへ決定的な製品としてGeForce256が発表された。
S3はNVIDIAやATIの製品に性能面で遅れを取り、その一方で低価格(低性能）化路線は90年代後半にGPU機能がマザーボードのチップセットに統合されたことで、単体GPUの低価格製品市場も徐々に無くなっていく状況にあった。GeForce256に対抗する製品として投入されたSavage2000はS3TLと称するジオメトリエンジンを搭載した。しかし、デバイスドライバやハードウェアT&Lエンジンのバグなどの問題により、CPUで処理させた方が速いという本末転倒の状況すら発生してしまう。
1999年に老舗のGPUカードメーカーのDiamond Multimedia Systemsを吸収合併しマルチメディア機器部門を設立。チップのみならずカード製品の販売をも行うことでテコ入れを図ったものの、2000年4月11日にGPU部門を3億2,300万ドルで台湾のVIA Technologiesに売却し、S3はVIAグループの一員として生き残る道を選ぶ。その際に両社で設立されたのがS3 Graphicsである。S3本体は2000年8月3日にGPU関連業務から撤退し社名をSONICblueに変更しマルチメディア機器に注力したが、2003年3月21日に連邦倒産法第11章の申し立てを申請して解散した。

### S3 Graphics

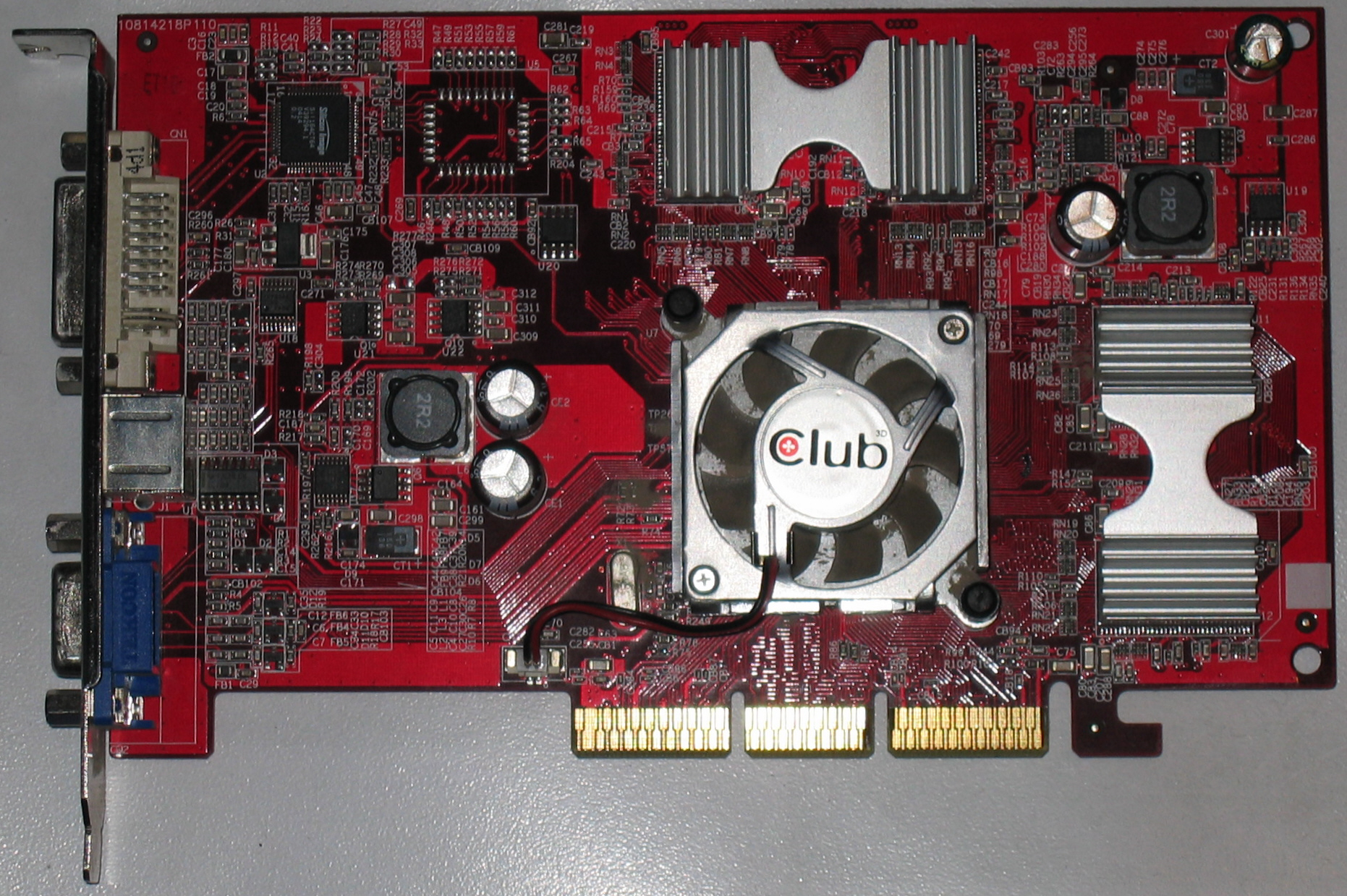
DeltaChrome S8

その後、S3 Graphicsは長い間活動状況が不明であったが、2003年10月にDeltaChromeシリーズを発表し、グラフィックチップ市場へ復帰。S3 Chromeシリーズは2000年代には新興国向けの安価な低性能ビデオカードとして知られた。
以降、メインストリーム〜ローエンドをターゲットとして低発熱や電力あたりパフォーマンスをアピールする製品を中心に、HDTV出力にいち早く対応するなど、2D周りで独自の機能を多く搭載した製品を投入している。日本国内ではチップ製造委託先の富士通を除いて、大手メーカー製PCへの採用例は無いものの、自作市場では省電力性や静音性を重視するユーザーに評価されていた。コンシューマ向け製品としては2008年に発売されたDirectX 10.1対応のChrome 500シリーズが最終製品となる。
2010年代に入るとコンシューマ向けからは撤退し、その技術はVIAが提供する業務用のデジタルサイネージ（電子看板）向けの組み込み用チップセットとして生き残っている。2011年6月、Chrome 400/500系列のコアをVIAのデジタルサイネージ製品向けに再構成したチップS3 Chrome 5400Eを発表。それを組み込んだビデオカードVIA eH1なども発表したが、その後のChromeは単体のグラフィックカードとしては提供されておらず、VIAの提供するデジタルサイネージシステム用ハードウェアのチップセットとして存続している。VIAはx86互換CPUやマザーボードなどの技術を保有しており、PCベースのハードウェアにセキュリティシステムなどをセットで供給できるメーカーとして市場からの評価は高い。2014年現在の最新製品はDirectX 11に対応したChrome 600シリーズである。
2011年7月6日、VIA TechnologiesはS3 Graphicsを同じVIAグループ内のスマートフォンベンダーであるHTCに売却すると発表した。HTCは2012年以降、アップルなどの競合スマートフォンベンダーに劣勢を強いられる状況が続いたため、S3の持つグラフィック関連の特許を切り札として競合他社に訴訟合戦を仕掛けていたが状況は芳しくなかった。HTCのスマートフォン市場における世界シェアは、2011年の8.8％（世界4位）をピークとして、2016年には0.9％まで下降。
2017年にはHTCのスマートフォン部門の一部（HTC Pixel端末開発チーム）がGoogleに買収され、今後HTCのスマートフォン事業が縮小する予定が示されたが、S3の技術はHTCが保有し、Google社へのライセンスを行う形となる。

## S3の主な製品ファミリ
- S3 Vision
- S3 ViRGE（英語版）
- S3 Trio
- S3 Savage
- S3 Chrome